# Malitbog
Malitbog (Bayan ng Malitbog) är en kommun i Filippinerna. Kommunen ligger på ön Mindanao, och tillhör provinsen Bukidnon. Folkmängden uppgår till 19 315 invånare.
Malitbog är indelat i 11 barangayer.

## Bildgalleri

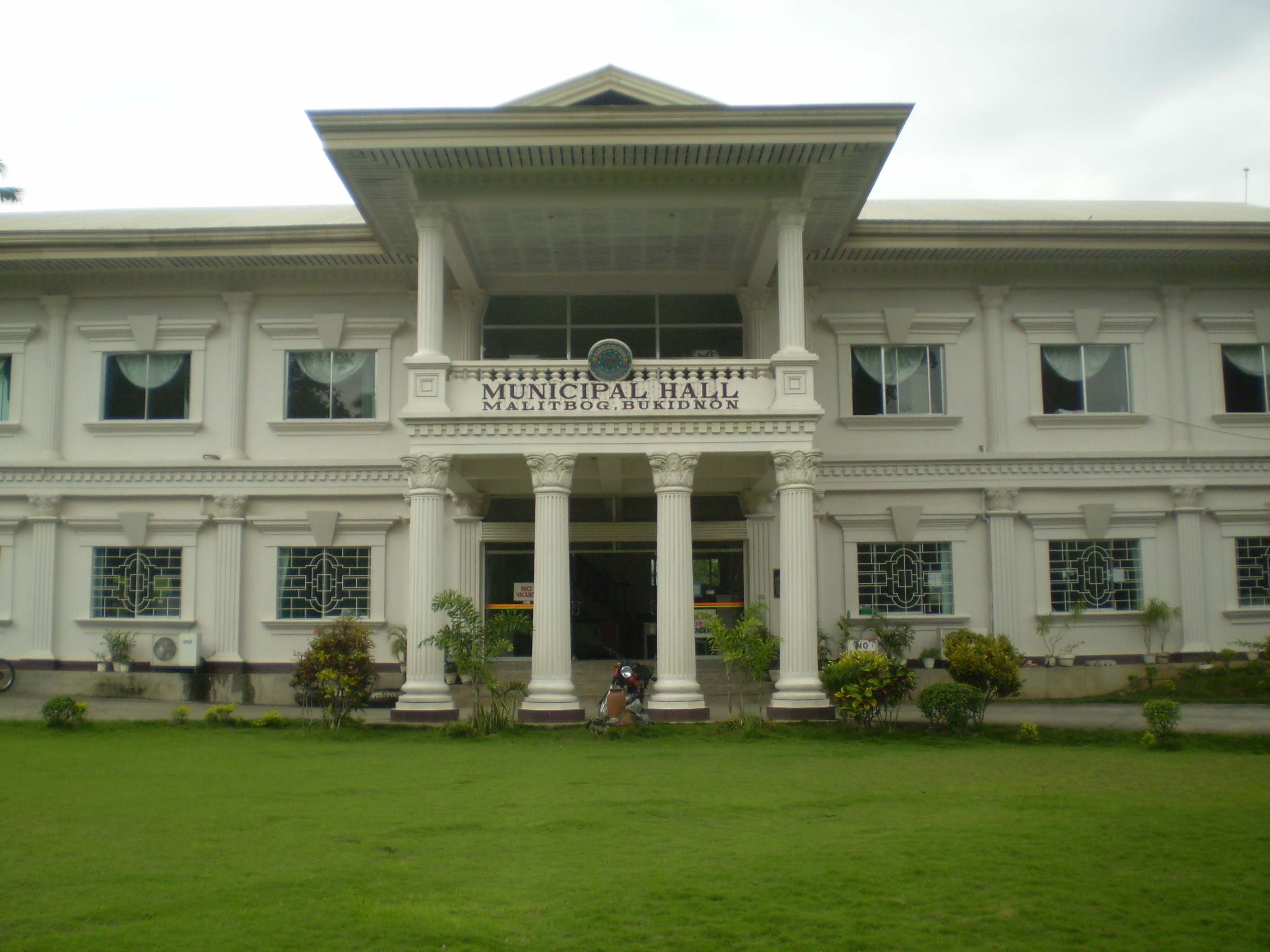